# Verfassungsreferendum in Kasachstan 2022
Das Verfassungsreferendum in Kasachstan 2022 war eine Volksabstimmung über verschiedene Verfassungsänderungen am 5. Juni 2022 in Kasachstan. Die Verfassungsänderungen betrafen 33 Artikel in der 98 Artikel umfassenden Verfassung des Landes. Die Verfassungsänderungen wurden von 77,18 % der Abstimmenden gutgeheißen. Die Wahlbeteiligung betrug 68,05 %.

## Vorgeschichte

### Nach den Unruhen vom Januar 2022

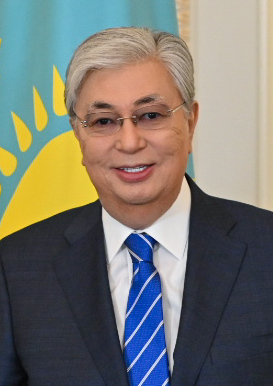
Präsident Toqajew im Juni 2022

Dem Referendum vorausgegangen waren die sogenannten Januarunruhen vom 2. bis 11. Januar 2022, bei denen Zehntausende Protestierende auf die Straßen gingen und in zum Teil gewalttätiger Weise gegen verschiedene Missstände demonstrierten. Äußerer Auslöser der Unruhen waren Unzufriedenheiten mit Preiserhöhungen und mit der wirtschaftlichen Lage, in die sich politische Forderungen mischten. Diese zielten vor allem auf eine Beseitigung des Einflusses von Ex-Präsident Nursultan Nasarbajew, von dem allgemein angenommen wurde, dass er trotz der Amtsübergabe an seinen Nachfolger Qassym-Schomart Toqajew im Jahr 2019 immer noch als „Graue Eminenz“ im Hintergrund über entscheidenden politischen Einfluss verfügte. Nasarbajew hatte sich vor seinem Rücktritt wichtige Kompetenzen, wie den Vorsitz im Nationalen Sicherheitsrat gesichert und zahlreiche Angehörige seines Familienclans mit einflussreichen Positionen in Staat und Wirtschaft versorgt. Die Januarunruhen waren bei weitem die größten, die Kasachstan seit der Unabhängigkeit im Jahr 1991 erlebt hatte und nahmen ein derartiges Ausmaß an, dass sich Präsident Toqajew nicht anders zu helfen wusste, als Hilfstruppen des von Russland angeführten Militärbündnisses OVKS anzufordern. Das eingeflogene OKVS-Kontingent stellte die öffentliche Ordnung in Kürze wieder her. Bei den Unruhen kamen nach offiziellen Angaben 238 Personen ums Leben, und es gab 4300 Verletzte und etwa 7000 Verhaftungen. Die OVKS-Truppen wurden danach wieder abgezogen.
Die Januarereignisse bedeuteten eine politische Demütigung und einen erheblichen Ansehensverlust für Präsident Toqajew. Nationalbewusste Kasachen verübelten ihm, dass er fremde Truppen ins Land geholt hatte. Es erschien so, dass sich Toqajew nur mit Hilfe ausländischer Truppen an der Macht hatte halten können. Nach Ansicht von westlichen bzw. systemkritischen Politikanalysten realisierte Toqajew spätestens zu diesem Zeitpunkt, dass sein längerfristiges politisches Überleben nur dann möglich sein würde, wenn er sich entschieden von seinem früheren politischen Mentor Nasarbajew distanzierte. Die durch die Januarunruhen ausgelösten politischen Erschütterungen und die in Bewegung geratene politische Landschaft nutzte Toqajew in den folgenden Monaten, um den Einfluss Nasarbajews und seiner Verwandten und Vertrauten auf den Staats- und Wirtschaftsapparat zu beseitigen. Dem Alt-Präsidenten wurden alle wesentlichen politischen Ämter und Kompetenzen entzogen und viele seiner ehemaligen Gefolgsleute wurden aus Führungspositionen entfernt, häufig der Korruptionsvergehen angeklagt und teilweise sogar inhaftiert. Die Immunität Nasarbajews und seiner Familienmitglieder wurde aufgehoben, so dass juristisch auch ein Zugriff auf ihr Eigentum möglich war.

### Projekt einer Verfassungsreform
In einer Rede am 16. März 2022 kündigte Toqajew Reformen „in allen Bereichen des Lebens“ in Kasachstan an. Hauptziel sollte es sein, die herausgehobene Machtstellung des Präsidenten zugunsten des Parlaments und nachgeordneter gewählter Organe zu verringern. Dazu schlug Toqajew eine Änderung des Wahlmodus der
Mäschilis (des Unterhauses des Parlaments) und eine Reduzierung der Zahl der vom Präsidenten ernannten Mitglieder des Senats (des Oberhauses) vor. Die Neugründung von Parteien sollte künftig erleichtert und auch die Medienfreiheit verbessert werden. Der Präsident dürfe künftig nicht mehr Mitglied einer politischen Partei sein und Familienmitgliedern des Staatsoberhauptes sollte es verboten seien, Positionen als politische Beamte und im halböffentlichen Sektor zu bekleiden. Am 28. März 2022 wurde eine Arbeitsgruppe damit betraut, die Verfassungsänderungen im Einzelnen auszuarbeiten. Die Arbeitsgruppe schloss ihre Arbeit am 24. April 2022 ab. Am 29. April 2022 sandte das Präsidialbüro den Entwurf der geplanten Verfassungsänderungen zur Prüfung an den Verfassungsrat. Am selben Tag erklärte der Präsident auch seine Absicht, ein Referendum über die geplanten Verfassungsänderungen abhalten zu wollen, ohne allerdings ein genaues Datum dafür anzugeben. Der Verfassungsrat gab am 4. Mai 2022 ein positives Votum ab. Am 5. Mai 2022 wurde der finale Entwurf der neuen Verfassung durch das Parlament gutgeheißen und durch den Präsidenten unterzeichnet. Am selben Tag wurde der 5. Juni 2022 als Tag für die Abstimmung festgesetzt.

## Die wesentlichen zur Abstimmung stehenden Verfassungsänderungen

Logo des Referendums

Die Änderungen betrafen 33 der 98 Verfassungsartikel. Die wesentlichen Änderungen waren die folgenden:
- die Mäschilis sollte künftig aus 98 statt 107 Abgeordneten bestehen, die in einer Mischung aus Verhältniswahl (69 Abgeordnete) und Personenwahl in Einzelwahlkreisen (29 Abgeordnete) gewählt werden. Die bisherigen neun zusätzlichen Abgeordneten, die durch die Versammlung der Völker Kasachstans hinzugewählt wurden, sollten wegfallen;
- die Sperrklausel bei Parlamentswahlen sollte von bisher 7 Prozent auf 5 Prozent abgesenkt werden.
- statt bisher 15 Mitgliedern, sollte der Präsident künftig nur zehn Mitglieder des Senats ernennen, davon fünf auf Vorschlag der Versammlung der Völker Kasachstans;
- der Präsident sollte während seiner Amtszeit nicht Mitglied oder Funktionsträger einer politischen Partei sein;
- die Befugnisse des Präsidenten, Erlasse der gewählten Vorsitzenden der Regionen und der größeren Städte wieder aufzuheben, wurden abgeschafft;
- die regionale Selbstverwaltung wurde gegenüber der Zentralmacht gestärkt;
- Richter und höhere Staatsangestellte durften nicht Mitglied einer politischen Partei sein;
- die Zahl der Unterstützerunterschriften, die notwendig waren, um eine politische Partei zu gründen, wurde von 20.000 auf 5.000 abgesenkt (vor 2019 hatte sie noch bei 40.000 gelegen), und um eine lokale Parteiorganisation zu gründen waren nur noch 200 statt bisher 600 Mitglieder nötig.

## Wahlkampf und Frage des Referendums

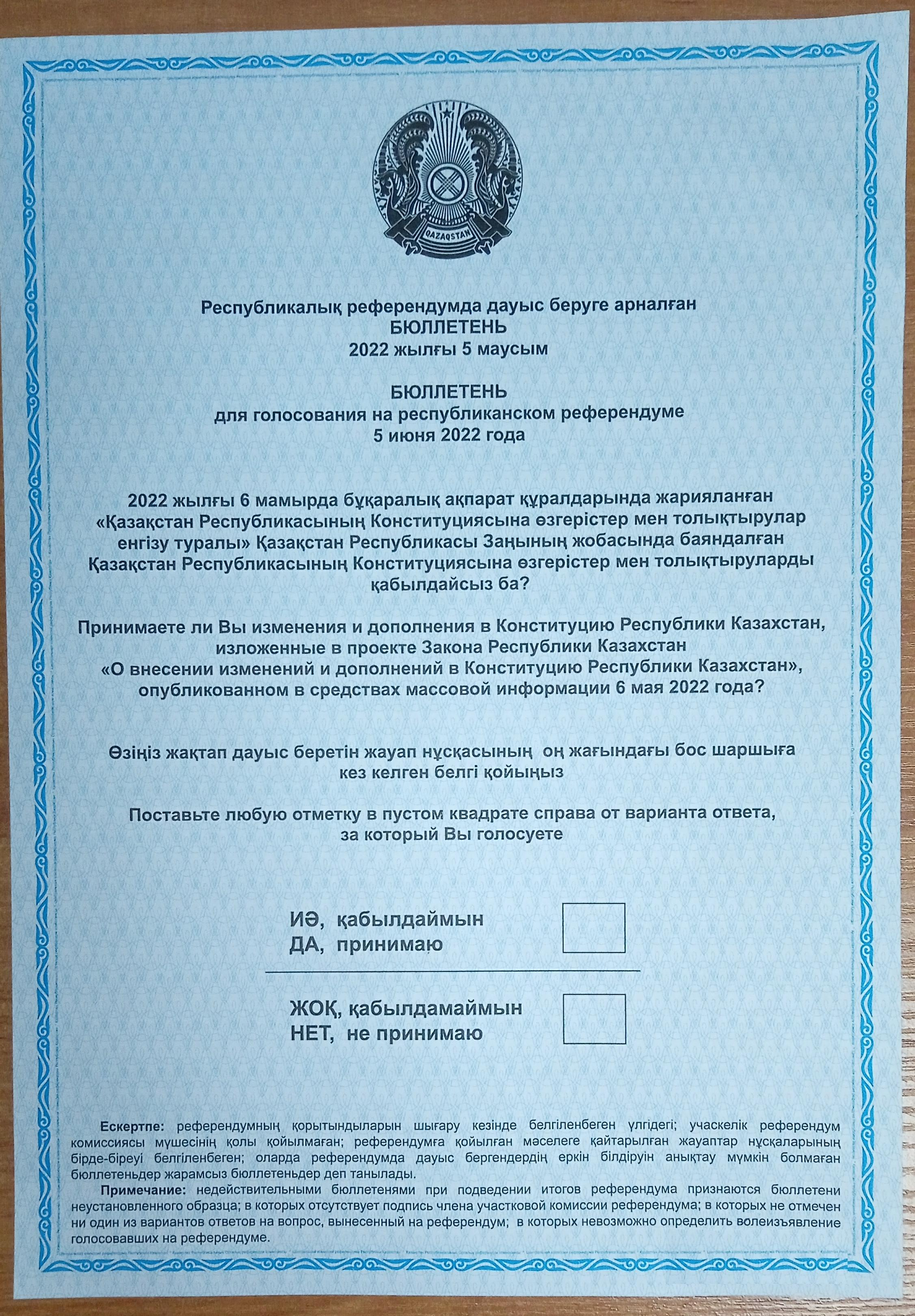
Stimmzettel in kasachischer und russischer Sprache

Alle drei im Parlament vertretenen politischen Parteien unterstützten das „Ja“-Votum. Weder die „Ja“-Kampagne noch die „Nein“-Kampagne hatten formelle Strukturen. Insgesamt verlief die Kampagne sehr zurückhaltend und einseitig und löste kaum eine Debatte über den tatsächlichen Inhalt der Verfassungsänderungen aus. Im Rahmen der Kampagne wurde über die Gründe für die Einleitung eines Referendums durch den Präsidenten und die Bedeutung der vorgeschlagenen Änderungen diskutiert. Kritisiert wurde insbesondere auch von ausländischen Wahlbeobachtern, z. B. der OSZE, dass die Abstimmenden die Verfassungsänderungen nur en bloc annehmen oder ablehnen konnten und keine Möglichkeit hatten, einzelne Änderungen anzunehmen und andere abzulehnen. Einzelne Oppositionsgruppen riefen zum Wahlboykott oder zu einem „Nein“-Votum auf, andere lehnten letzteres ab, da dies als Votum für das frühere Nasarbajew-Regime interpretiert werden könne.
Die Frage auf den Stimmzetteln war die folgende (in kasachischer und russischer Sprache):

„2022 жылдың 6 мамырында бұқаралық ақпарат құралдарында жарияланған «Қазақстан Республикасының Конституциясына өзгерістер мен толықтырулар енгізу туралы» Қазақстан Республикасы Заңының жобасында көзделген Қазақстан Республикасының Конституциясына енгізілген өзгерістер мен толықтыруларды қабылдайсыз ба?“

„Принимаете ли Вы изменения и дополнения в Конституцию Республики Казахстан, изложенные в проекте Закона Республики Казахстан «О внесении изменений и дополнений в Конституцию Республики Казахстан», опубликованном в средствах массовой информации 6 мая 2022 года?“

„Stimmen Sie den Änderungen und Ergänzungen der Verfassung der Republik Kasachstan, dargelegt im Gesetzesentwurf der Republik Kasachstan „Über Änderungen und Ergänzungen der Verfassung der Republik Kasachstan“, der am 6. Mai 2022 in den Medien veröffentlicht wurde, zu?“

Die Wahllokale waren am Wahltag von 7:00 Uhr bis 20:00 Uhr geöffnet und die Abstimmung verlief ruhig und gewaltfrei. Von Wahlbeobachtern wurde kritisiert, dass die Stimmenauszählung zum Teil intransparent verlief.

## Ergebnis

### Landesweit
Von den 11.734.642 registrierten Wählern beteiligten sich 7.985.769, was einer Wahlbeteiligung von 68,05 Prozent entsprach. 77,18 Prozent der Abstimmenden befürworteten die Verfassungsänderungen.
| Abstimmung | Zahl      | Prozent |
| ---------- | --------- | ------- |
| Für        | 6.163.516 | 77,18   |
| Gegen      | 1.490.470 | 18,66   |
| Ungültige† | 0.331.783 | 04,16   |

† darunter 125.859 Stimmzettel (1,58 %), auf denen sowohl die „Ja“-, als auch die „Nein“-Option angekreuzt waren.

### Nach Regionen

Prozent „Ja“-Stimmen nach Region:
über 80 %
75–80 %
70–75 %
unter 70 %

Prozent „Nein“-Stimmen nach Region:
über 25 %
20–25 %
15–20 %
unter 15 %

| Gebiet           | Registrierte Wähler | Ja        | Ja      | Nein      | Nein    | Ungültig oder leer | Ungültig oder leer | Andere  | Andere | Gesamt    |
| Gebiet           | Registrierte Wähler | Zahl      | %       | Zahl      | %       | Zahl               | %                  | Zahl    | %      | Gesamt    |
| ---------------- | ------------------- | --------- | ------- | --------- | ------- | ------------------ | ------------------ | ------- | ------ | --------- |
| Aqmola           | 507.706             | 305.824   | 81,98 % | 54.225    | 14,54 % | 8.457              | 2,27 %             | 4.521   | 0,21 % | 373.027   |
| Aqtöbe           | 559.508             | 230.539   | 71,47 % | 79.699    | 24,71 % | 8.379              | 2,59 %             | 3.932   | 1,22 % | 322.549   |
| Almaty           | 1.393.831           | 797.254   | 79,01 % | 176.802   | 17,52 % | 18.694             | 1,85 %             | 16.304  | 1,62 % | 1.009.054 |
| Atyrau           | 397.292             | 195.766   | 73,14 % | 62.352    | 23,29 % | 6.735              | 2,52 %             | 2.814   | 1,05 % | 267.667   |
| Westkasachstan   | 444.163             | 223.908   | 73,27 % | 73.825    | 24,16 % | 4.254              | 1,39 %             | 3.589   | 1,17 % | 305.576   |
| Schambyl         | 688.369             | 375.277   | 78,62 % | 85.173    | 17,85 % | 8.986              | 1,88 %             | 7.854   | 1,64 % | 477.290   |
| Qaraghandy       | 881.179             | 526.079   | 77,78 % | 112.811   | 16,67 % | 21.947             | 3,24 %             | 15.568  | 2,30 % | 676.405   |
| Qostanai         | 553.615             | 301.995   | 75,87 % | 83.072    | 20,87 % | 8.974              | 2,25 %             | 3.986   | 1,00 % | 398.027   |
| Qysylorda        | 463.043             | 289.152   | 78,50 % | 67.121    | 18,22 % | 7.186              | 1,95 %             | 4.896   | 1,32 % | 368.355   |
| Mangghystau      | 406.069             | 174.503   | 71,00 % | 64.852    | 26,39 % | 4.268              | 1,74 %             | 2.153   | 0,88 % | 245.776   |
| Pawlodar         | 513.092             | 303.210   | 78,73 % | 69.408    | 18,02 % | 8.547              | 2,22 %             | 3.968   | 1,03 % | 385.133   |
| Nordkasachstan   | 379.826             | 232.995   | 81,58 % | 43.656    | 15,29 % | 5.687              | 1,99 %             | 3.265   | 1,14 % | 285.603   |
| Türkistan        | 1.164.478           | 739.269   | 79,05 % | 162.536   | 17,38 % | 23.380             | 2,50 %             | 10.007  | 1,07 % | 935.192   |
| Ostkasachstan    | 912.223             | 542.940   | 77,21 % | 119.851   | 17,04 % | 23.789             | 3,38 %             | 16.658  | 2,37 % | 703.238   |
| Nur-Sultan       | 708.969             | 323.124   | 79,59 % | 60.286    | 14,85 % | 14.997             | 3,69 %             | 7.587   | 1,87 % | 405.994   |
| Almaty           | 1.129.117           | 242.977   | 65,22 % | 102.245   | 27,45 % | 16.986             | 4,56 %             | 10.325  | 2,77 % | 372.533   |
| Schymkent        | 632.072             | 358.704   | 78,95 % | 72.556    | 15,97 % | 14.658             | 3,23 %             | 8.432   | 1,86 % | 454.350   |
| Auslandskasachen | 90                  | —         | —       | —         | —       | —                  | —                  | —       | —      | —         |
| Kasachstan       | 11.734.642          | 6.163.516 | 77,18 % | 1.490.470 | 18,66 % | 205.924            | 2,58 %             | 125.859 | 1,58 % | 7.985.769 |

## Bewertungen
Von westlichen Politikanalysten wurde betont, dass die Reformen, die durch das positiv ausgegangene Referendum quasi bestätigt worden waren, zwar in Richtung einer zunehmenden Dezentralisierung und vorsichtigen demokratischen Öffnung des Landes gingen, dass Kasachstan jedoch damit noch weit entfernt von pluralistischen Verhältnissen westlichen Musters sei. Die Autorität des Präsidenten und seiner Regierungspartei Amanat bliebe weiterhin weitgehend unangefochten. Auch fehle es immer noch an ausreichender Presse- und Medienfreiheit. Die weitere Entwicklung bleibe daher zunächst abzuwarten.